# Голден Вали (Невада)
Голден Вали (енгл. Golden Valley) насељено је место без административног статуса у америчкој савезној држави Невада.

## Демографија
По попису из 2010. године број становника је 1.556.
| Група             | 2000.    | 2010.         |
| Белци             | 0 (0,0%) | 1.325 (85,2%) |
| Афроамериканци    | 0 (0,0%) | 16 (1,0%)     |
| Азијати           | 0 (0,0%) | 25 (1,6%)     |
| Хиспаноамериканци | 0 (0,0%) | 128 (8,2%)    |
| Укупно            | 0        | 1.556         |